# 伊菲利森
36°52′N 4°15′E / 36.867°N 4.250°E

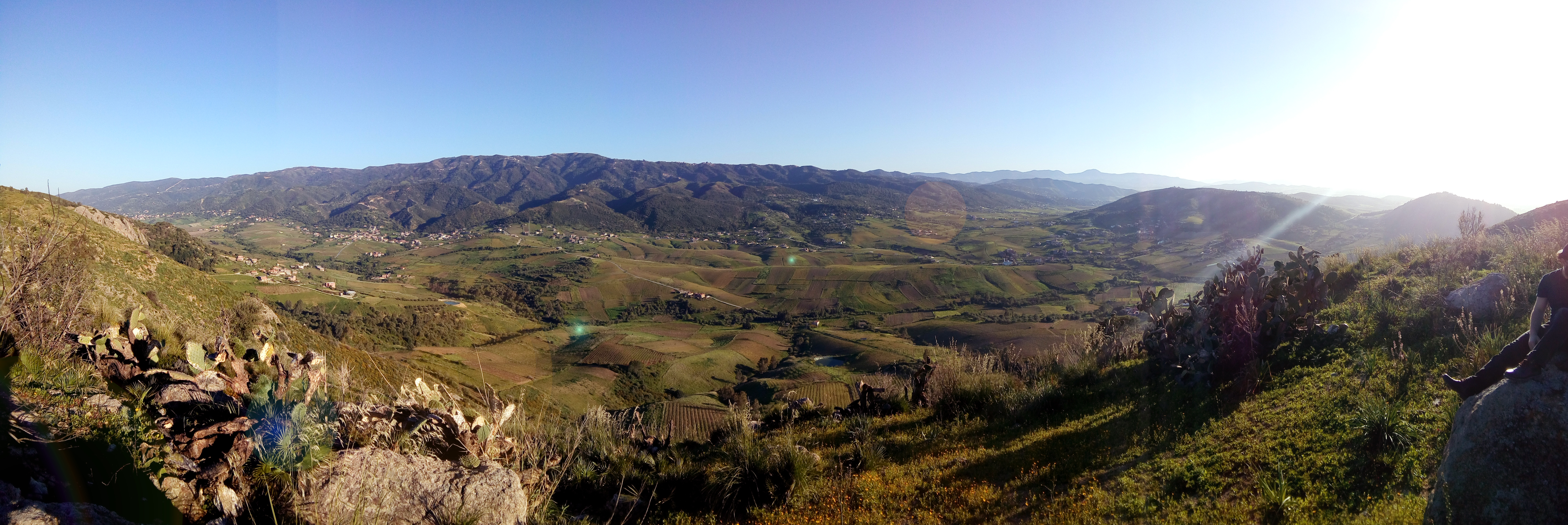
伊菲利森

伊菲利森（阿拉伯语：‎），是阿爾及利亞的城鎮，位於該國北部提濟烏祖省，由提格濟爾特區負責管轄，面積67平方公里，2008年人口14,311，人口密度每平方公里214人。